# Cabo da Roca
A Cabo da Roca (Szikla-fok) az európai szárazföld legnyugatibb pontja. Portugáliában, Lisszabontól 40, Sintrától pedig 18 kilométerre nyugatra található.
A rómaiak Promontorium Magnum-nak, a középkori vitorlás hajósok „lisszaboni sziklának” nevezték. Mintegy 140 méterre emelkedik a tenger szintje fölé, tetején 1772 óta működő világítótorony és a turistákat fogadó létesítmények vannak.
A portugálok nemzeti költője, Luís de Camões így írt e helyről az Os Lusíadas VIII. énekében: „Ahol a Föld véget ér és a tenger kezdődik” (Onde a Terra se acaba e o mar começa).
A földrajzi különlegesség mellett érdeklődésre tarthatnak számot a helyszínen található érdekes geológiai formációk, valamint a szinte állandó viharos szélhez alkalmazkodott növények szőnyege.

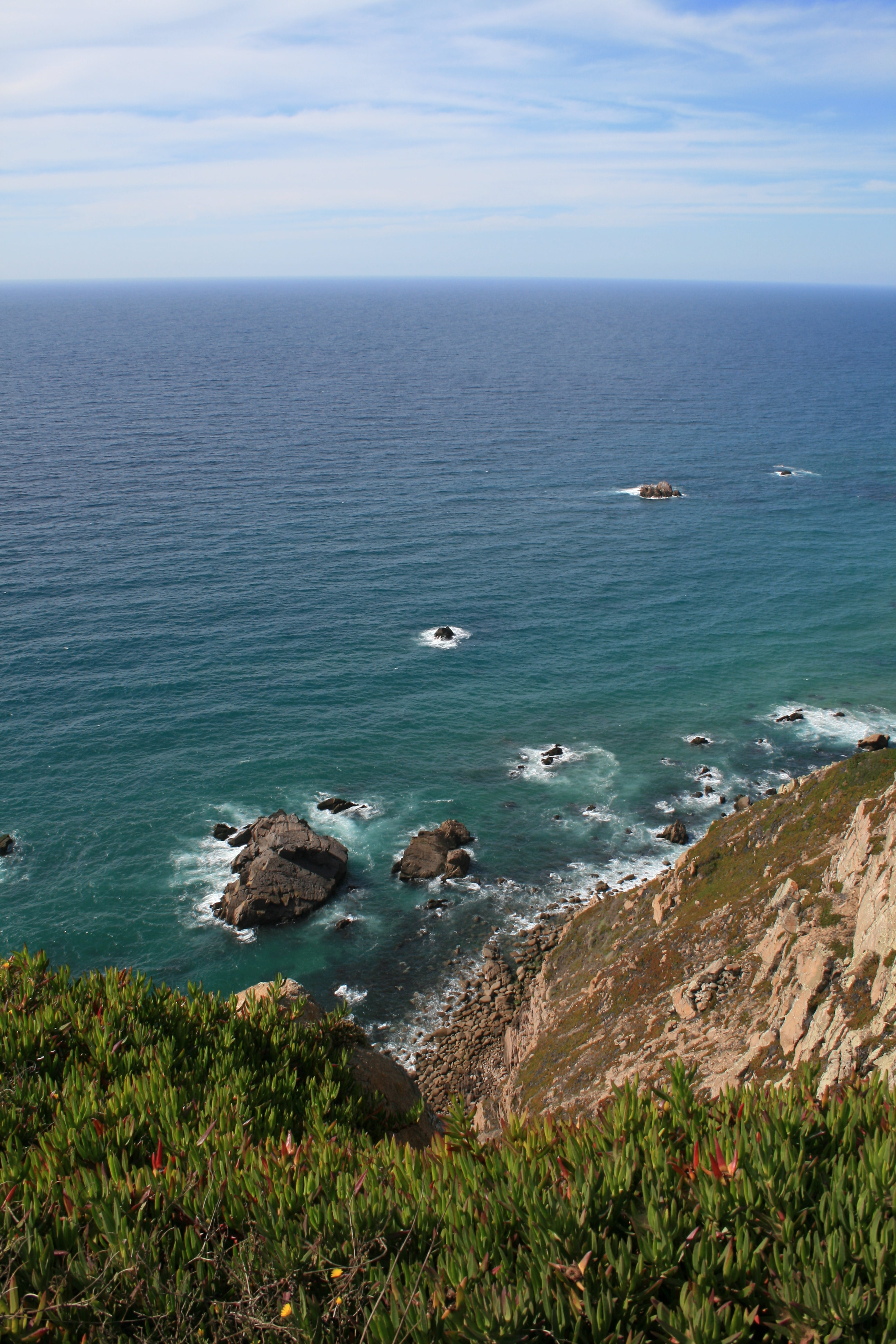
Látkép az óceán felé
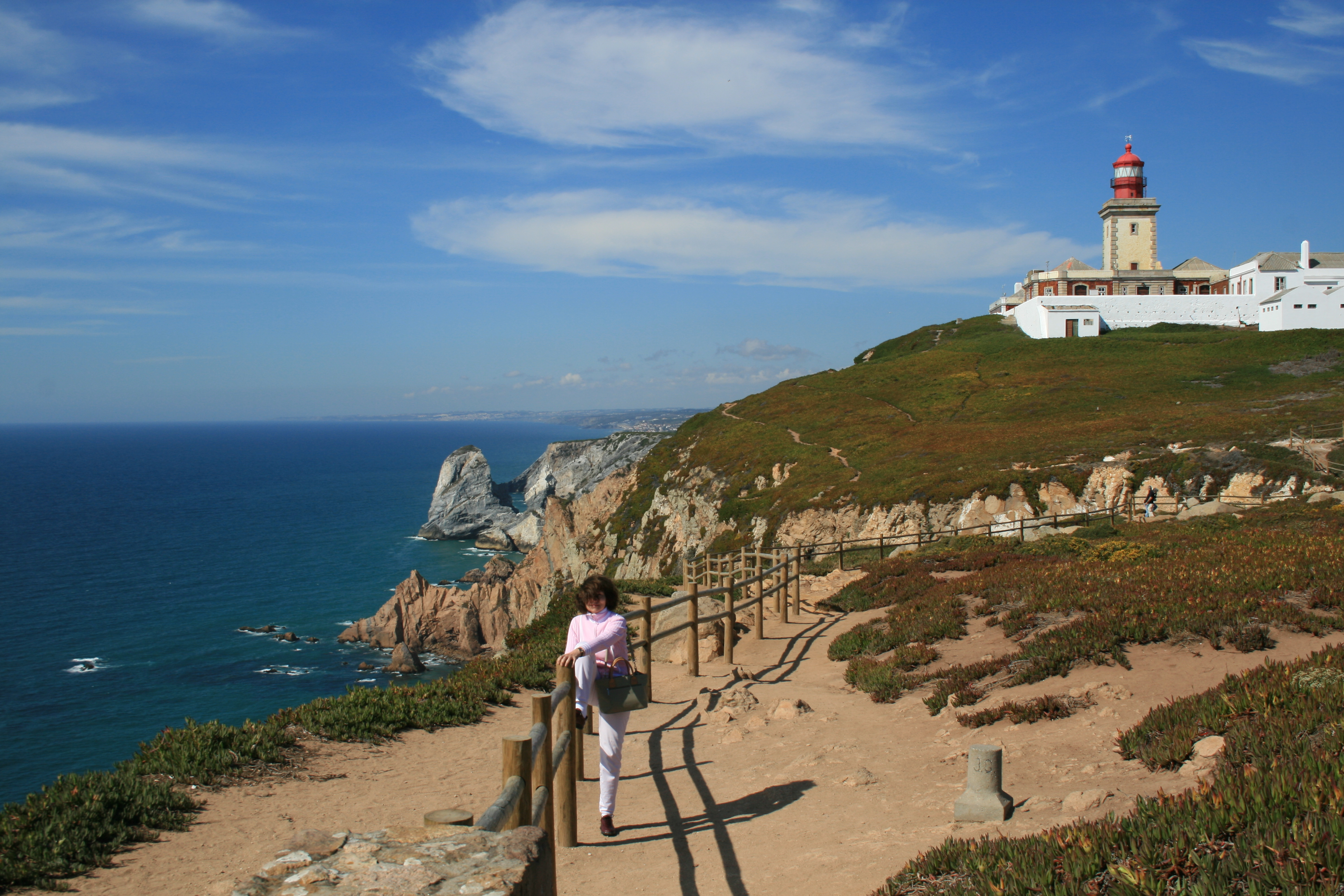
Atlanti szél
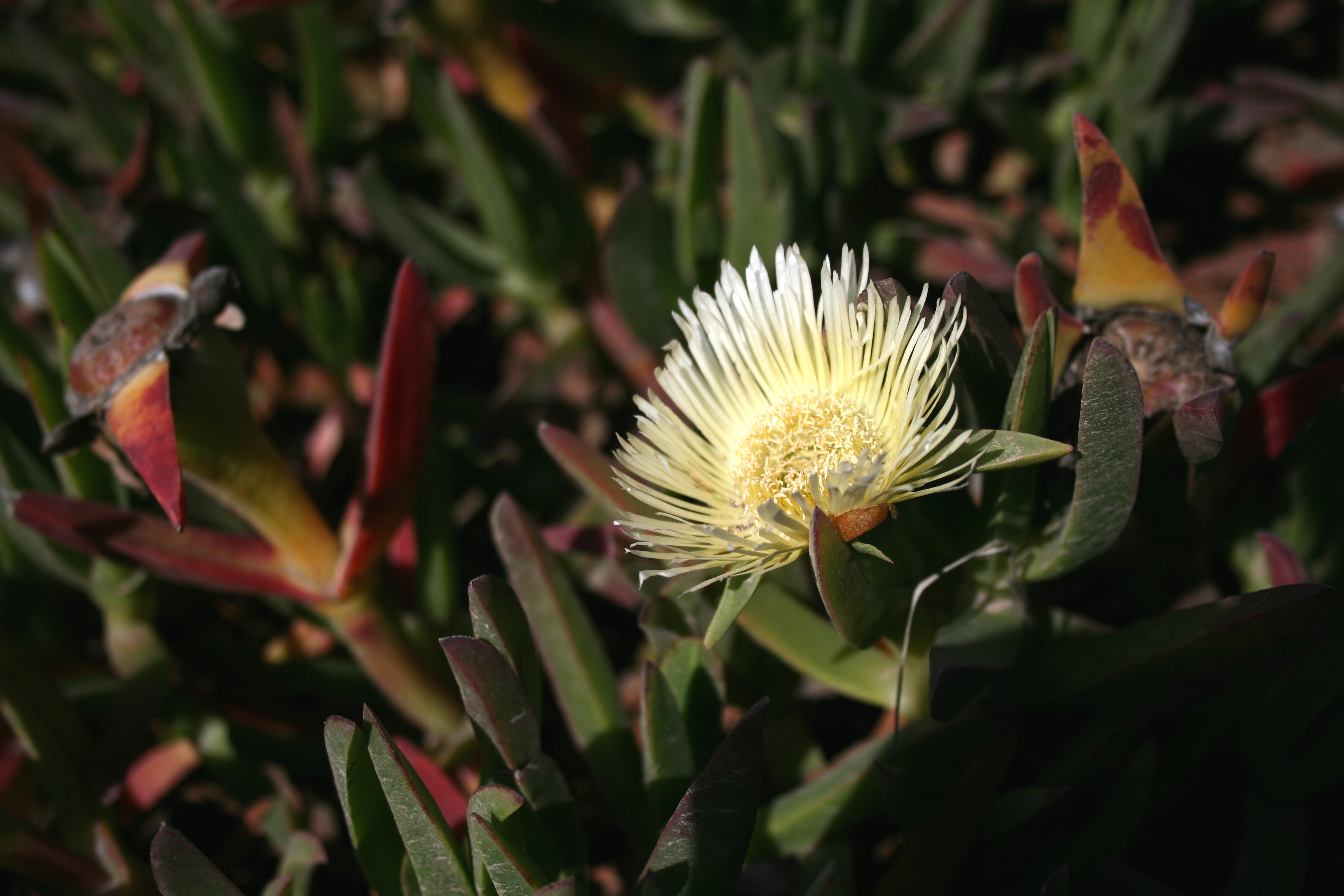
A szélhez alkalmazkodott virág
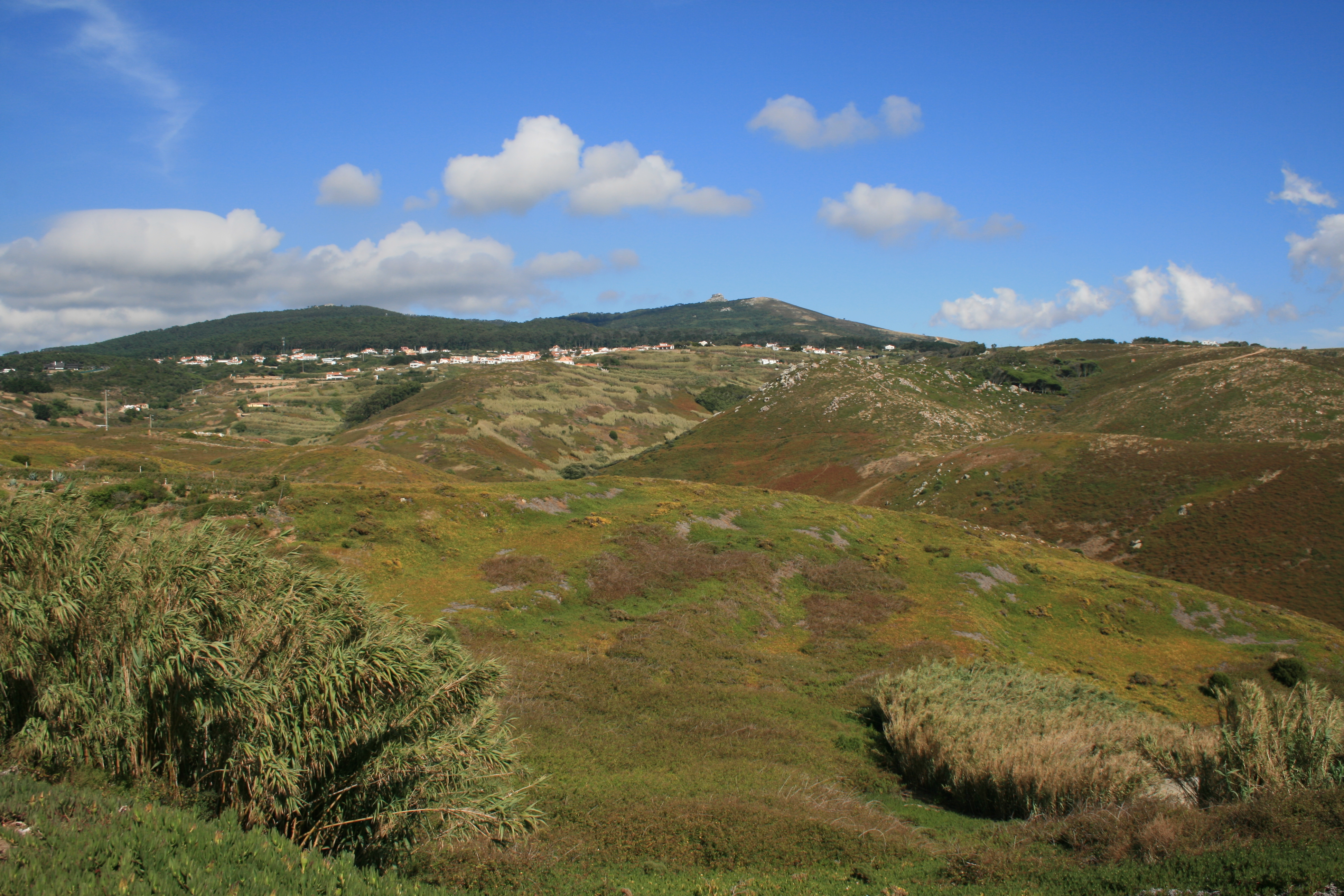
Látkép a szárazföld felé